# メタ論理学
メタ論理学（メタろんりがく、英: Metalogic）とは、論理のメタ理論の研究である。論理学が、論理システムがどのようにして有効で健全な論証を構築するために使用できるかを研究するのに対し、メタ論理学は論理システムの特性を研究する。
論理は、論理システムを使用して導き出される可能性のある真理に関心を寄せるが、メタ論理学は、真理を表現するために使用される言語やシステムについて導き出される可能性のある真理について研究する。
メタ論理学研究の基本的な対象は、形式言語、形式システム、およびそれらの解釈である。形式系の解釈の研究はモデル論として知られる数学論理学の一分野であり、演繹系の研究は証明論として知られる一分野である。